# Shova del Nepal
Shova del Nepal (nome completo: Shova Rajya Lakshmi Devi Shah del Nepal; Katmandu, 17 gennaio 1949) è una principessa del Nepal in quanto quinta figlia del re Mahendra del Nepal e della sua prima moglie, la principessa ereditaria Indra Rajya Lakshmi Devi.

## Biografia

### Infanzia
La principessa Shova del Nepal è nata nel Palazzo Reale di Narayanhiti a Katmandu, nel Regno del Nepal. È la quinta figlia del re Mahendra del Nepal e della sua prima moglie, la principessa ereditaria Indra Rajya Lakshmi Devi, morta nel 1950.
Il nome Shova significa "grazia" e "splendore".
Venne educata nel Convento di Loreto a Darjeeling, e al Collegio Padma Kanya, a Katmandu.

### Matrimonio
Nel 1970 si sposò con Kumar Mohan Bahadur Shahi, un discendente delle famiglie regnanti di Rukum, Jajarkot e Jumla. La coppia non ha avuto figli.

### Vita successiva

#### Massacro della famiglia Reale
Il 1º giugno 2001, dieci membri della famiglia reale nepalese furono assassinati dal Principe ereditario Dipendra. Dipendra puntò un fucile contro il padre re Birendra e sparò. Il re ferito avrebbe voluto prendere l'arma che il principe ereditario aveva lasciato cadere per sparare a suo figlio e mettere fine al massacro, ma il re fu fermato dalla principessa Shova con la frase «No! C'è stata già abbastanza violenza!», la principessa prese la pistola con l'intento di buttarla via. Shova deve aver pensato che fosse l'unica arma in possesso del principe ereditario. Tuttavia, il Principe ereditario aveva diverse altre armi in suo possesso. Il massacro provocò la morte di dieci reali (Re Birendra, Regina Aishwarya, Principessa Shruti etc, tra cui il principe ereditario, che si suicidò). Dopo aver preso la pistola, Shova fu ferita dal Principe Dipendra con un'altra pistola, fu colpita da diversi proiettili, ma sopravvisse.

#### Nuovo millennio
Nel 2008, la monarchia in Nepal è stata abolita. Ad oggi, Shova e fratello, l'ex Re Gyanendra, sono gli unici figli ancora vivi di re Mahendra

## Ascendenza
|                                                                      |                                                                |                                                               | Genitori       |  |  | Nonni |  |  | Bisnonni                                      |  |  | Trisnonni                                |  |
|                                                                      |                                                                |                                                               |                |  |  |       |  |  | Prithvi Prithvi Bir Bikram Shah, re del Nepal |  |  | Trailokya, Principe ereditario del Nepal |  |
|                                                                      |                                                                |                                                               |                |  |  |       |  |  | Prithvi Prithvi Bir Bikram Shah, re del Nepal |  |  | Trailokya, Principe ereditario del Nepal |  |
|                                                                      |                                                                | Lalit Rajya Lakshmi Devi                                      |                |  |  |       |  |  | Prithvi Prithvi Bir Bikram Shah, re del Nepal |  |  |                                          |  |
| Tribhuvan Bir Bikram Shah Dev, re del Nepal                          |                                                                |                                                               |                |  |  |       |  |  | Prithvi Prithvi Bir Bikram Shah, re del Nepal |  |  |                                          |  |
|                                                                      |                                                                | Divyeshwari Rajya Lakshmi Devi, principessa Rajput del Punjab | …              |  |  |       |  |  |                                               |  |  |                                          |  |
|                                                                      |                                                                | Divyeshwari Rajya Lakshmi Devi, principessa Rajput del Punjab | …              |  |  |       |  |  |                                               |  |  |                                          |  |
|                                                                      |                                                                | Divyeshwari Rajya Lakshmi Devi, principessa Rajput del Punjab | …              |  |  |       |  |  |                                               |  |  |                                          |  |
| Mahendra Bir Bikram Shah Dev, re del Nepal                           |                                                                | Divyeshwari Rajya Lakshmi Devi, principessa Rajput del Punjab |                |  |  |       |  |  |                                               |  |  |                                          |  |
|                                                                      |                                                                | Arjan Singh Sahib, Raja di Chhatara, Barhgaon e Oudh          | …              |  |  |       |  |  |                                               |  |  |                                          |  |
|                                                                      |                                                                | Arjan Singh Sahib, Raja di Chhatara, Barhgaon e Oudh          | …              |  |  |       |  |  |                                               |  |  |                                          |  |
|                                                                      |                                                                | Arjan Singh Sahib, Raja di Chhatara, Barhgaon e Oudh          | …              |  |  |       |  |  |                                               |  |  |                                          |  |
| Kanti Rajya Lakshmi Devi                                             |                                                                | Arjan Singh Sahib, Raja di Chhatara, Barhgaon e Oudh          |                |  |  |       |  |  |                                               |  |  |                                          |  |
|                                                                      |                                                                | Krishnavati Devi Sahiba                                       | …              |  |  |       |  |  |                                               |  |  |                                          |  |
|                                                                      |                                                                | Krishnavati Devi Sahiba                                       | …              |  |  |       |  |  |                                               |  |  |                                          |  |
|                                                                      |                                                                | Krishnavati Devi Sahiba                                       | …              |  |  |       |  |  |                                               |  |  |                                          |  |
| Shova del Nepal                                                      |                                                                | Krishnavati Devi Sahiba                                       |                |  |  |       |  |  |                                               |  |  |                                          |  |
|                                                                      | Juddha Shamsher Jang Bahadur Rana, Maragià di Lambjang e Kaski | Dhir Shamsher Jang Bahadur Rana, Maragià di Lambjang e Kaski  |                |  |  |       |  |  |                                               |  |  |                                          |  |
|                                                                      | Juddha Shamsher Jang Bahadur Rana, Maragià di Lambjang e Kaski | Dhir Shamsher Jang Bahadur Rana, Maragià di Lambjang e Kaski  |                |  |  |       |  |  |                                               |  |  |                                          |  |
|                                                                      | Juddha Shamsher Jang Bahadur Rana, Maragià di Lambjang e Kaski | Juhar Kumari Devi                                             |                |  |  |       |  |  |                                               |  |  |                                          |  |
| Hari Shamsher Jang Bahadur Rana, Maragià di Lambjang e Kaski         | Juddha Shamsher Jang Bahadur Rana, Maragià di Lambjang e Kaski |                                                               |                |  |  |       |  |  |                                               |  |  |                                          |  |
|                                                                      |                                                                | Jetha Bada Maharani Padma Kumari, degli Shah di Gulmi         | N. Bikram Shah |  |  |       |  |  |                                               |  |  |                                          |  |
|                                                                      |                                                                | Jetha Bada Maharani Padma Kumari, degli Shah di Gulmi         | N. Bikram Shah |  |  |       |  |  |                                               |  |  |                                          |  |
|                                                                      |                                                                | Jetha Bada Maharani Padma Kumari, degli Shah di Gulmi         | …              |  |  |       |  |  |                                               |  |  |                                          |  |
| Indra Rajya Lakshmi Devi, della Casa dei Rana                        |                                                                | Jetha Bada Maharani Padma Kumari, degli Shah di Gulmi         |                |  |  |       |  |  |                                               |  |  |                                          |  |
|                                                                      |                                                                | N. Bikram Shah                                                | N. Bikram Shah |  |  |       |  |  |                                               |  |  |                                          |  |
|                                                                      |                                                                | N. Bikram Shah                                                | N. Bikram Shah |  |  |       |  |  |                                               |  |  |                                          |  |
|                                                                      |                                                                | N. Bikram Shah                                                | …              |  |  |       |  |  |                                               |  |  |                                          |  |
| Megha Kumari Rajya Lakshmi, sorella del colonnello Mohan Bikram Shah |                                                                | N. Bikram Shah                                                |                |  |  |       |  |  |                                               |  |  |                                          |  |
|                                                                      |                                                                | …                                                             | …              |  |  |       |  |  |                                               |  |  |                                          |  |
|                                                                      |                                                                | …                                                             | …              |  |  |       |  |  |                                               |  |  |                                          |  |
|                                                                      |                                                                | …                                                             | …              |  |  |       |  |  |                                               |  |  |                                          |  |
|                                                                      |                                                                | …                                                             |                |  |  |       |  |  |                                               |  |  |                                          |  |